# سابين باتوريل
سابين باتوريل (بالفرنسية: Sabine Paturel)‏ هي مغنية وممثلة فرنسية، ولدت في 19 سبتمبر 1965 بتولون في فرنسا.

## وصلات خارجية
- سابين باتوريل على موقع IMDb (الإنجليزية)
- سابين باتوريل على موقع ميوزك برينز (الإنجليزية)
- سابين باتوريل على موقع ديسكوغز (الإنجليزية)